# فرودگاه نیروی هوایی سلطنتی استرالیا در پایگاه ادینبورگ
فرودگاه نیروی هوایی سلطنتی استرالیا در پایگاه ادینبورگ (به انگلیسی: RAAF Base Edinburgh) یک فرودگاه نظامی است که یک باند فرود چمن دارد و طول باند آن ۱۹۶۲ متر است. این فرودگاه در کشور استرالیا قرار دارد و در ارتفاع ۲۲ متری از سطح دریا واقع شده است.